# Born to Be Blue (film)
Born to Be Blue è un film del 2015 diretto da Robert Budreau.
Film drammatico che narra la vita e la discografia del jazzista Chet Baker.

## Trama
Nel 1966 Chet Baker viene ingaggiato per interpretare se stesso in un film. Lì si innamora dell'attrice Jane Azuka, ma, durante il loro primo appuntamento, il jazzista viene aggredito da degli spacciatori di droga che gli frantumano i denti. 
Baker, dopo essere stato ricoverato in ospedale, riesce, grazie all'amore per Jane e a seguito di una lunga e impegnativa riabilitazione, a tornare a suonare.